# Javad Shahrestani
Javad Shahrestani (Mashhad, 1924-Ibidem, 9 de julio de 2016) fue un ingeniero, académico y político iraní que se desempeñó como último Alcalde de Teherán durante la Dinastía Pahlavi. También se desempeñó como Ministro de Transporte.

## Reseña biográfica
Hijo de Seyed Hashem Shahrestani, nació en Mashhad en 1923. Después de estudiar en Ibn Yamin y Ferdowsi High School en Mashhad y ser aceptado en el examen de ingreso de la Facultad de Ingeniería de la Universidad de Teherán, ingresó al ejército como estudiante técnico de la facultad de oficiales en octubre de 1953 y estudió en la Universidad de Teherán hasta el grado de primer teniente. Después de presentar su tesis de maestría en el campo de la electromecánica, fue transferido de la Facultad de Ingeniería de la Universidad de Teherán a la 8ª División de Khorasan, donde trabajó instalando antenas de telecomunicaciones. Después, comenzó a enseñar Física en la Universidad Médica de Mashhad, para posteriormente ser enviado al Centro de Investigación Oficial de Francia para realizar investigaciones y estudios a través de la universidad durante un año.
Entre sus otras actividades académicas estuvo ayudar establecer la Facultad de Ciencias en Kermanshah y aceptar la membresía de su consejo de administración, así ser parte del consejo de administración de la Universidad Ferdowsi de 1962 a 1864.
También fue elegido como el primer presidente y director ejecutivo de la Electrificadora Regional de Khorasan en junio de 1964. 
Se convirtió en alcalde de su ciudad natal en 1964; durante su gestión este fue elegido como Municipio Modelo del país. Por esta razón, cuando el Concejo de Teherán fue elegido por primera vez de manera democrática, en 1968, este eligió por unanimidad como alcalde de Teherán en 1968, ocupando el puesto hasta 1969, cuando fue nombrado como Gobernador de Kermanshah, cargo que en el que fue nombrado por el Sha de Irán, y durante el cual fue elegida como Provincia Modelo del país. Sirvió en ese cargo hasta 1973, cuando fue reemplazado por Gholamreza Nikpey. Más adelante, en 1973, fue nombrado como Ministro de Transporte, ocupando el cargo hasta 1976. En 1977 sucedió a Nikpey como alcalde de Teherán y permaneciendo en el cargo hasta la Revolución Islámica, en 1979.
En febrero de 1979, después del regreso de Ruhollah Jomeiní, y mientras Shapur Bajtiar aún era primer ministro, Shahrestani presentó su renuncia a Joeminí, quien  lo volvió a nombrar alcalde.
Después de la Revolución, fue reemplazado por Mohammad Tavasoli. Tras esto, no volvió a ocupar cargos públicos, y se convirtió en profesor de la Universidad Ferdowsi de Mashhad. Fue uno de los pocos políticos que sirvió bajo el régimen del Sha, que no fue arrestado tras la Revolución. 
Antes de su muerte, Shahrestani se dedicó a obras civiles en el sector privado como operador del complejo turístico Golestan Shandiz y en la fundación de la Universidad Ferdowsi. También fue miembro de la junta directiva de la Asociación de Ingenieros de Irán y presidente de la Asociación de Ingenieros Graduados del Colegio Técnico.